# Essais

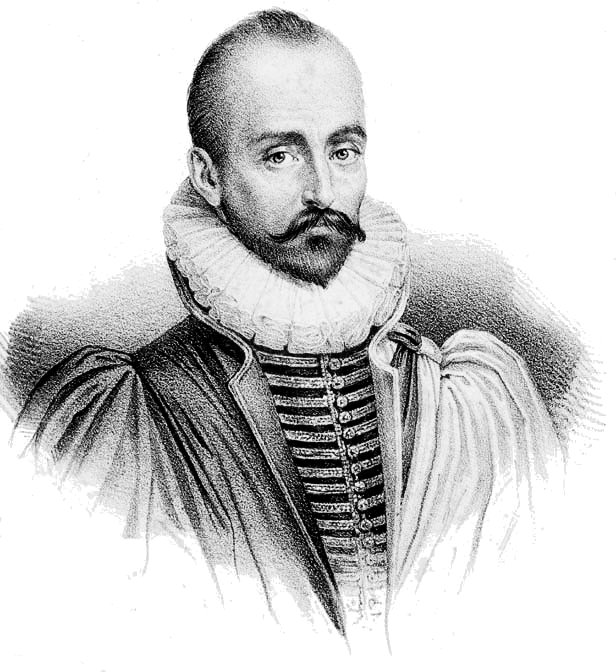
Michel de Montaigne

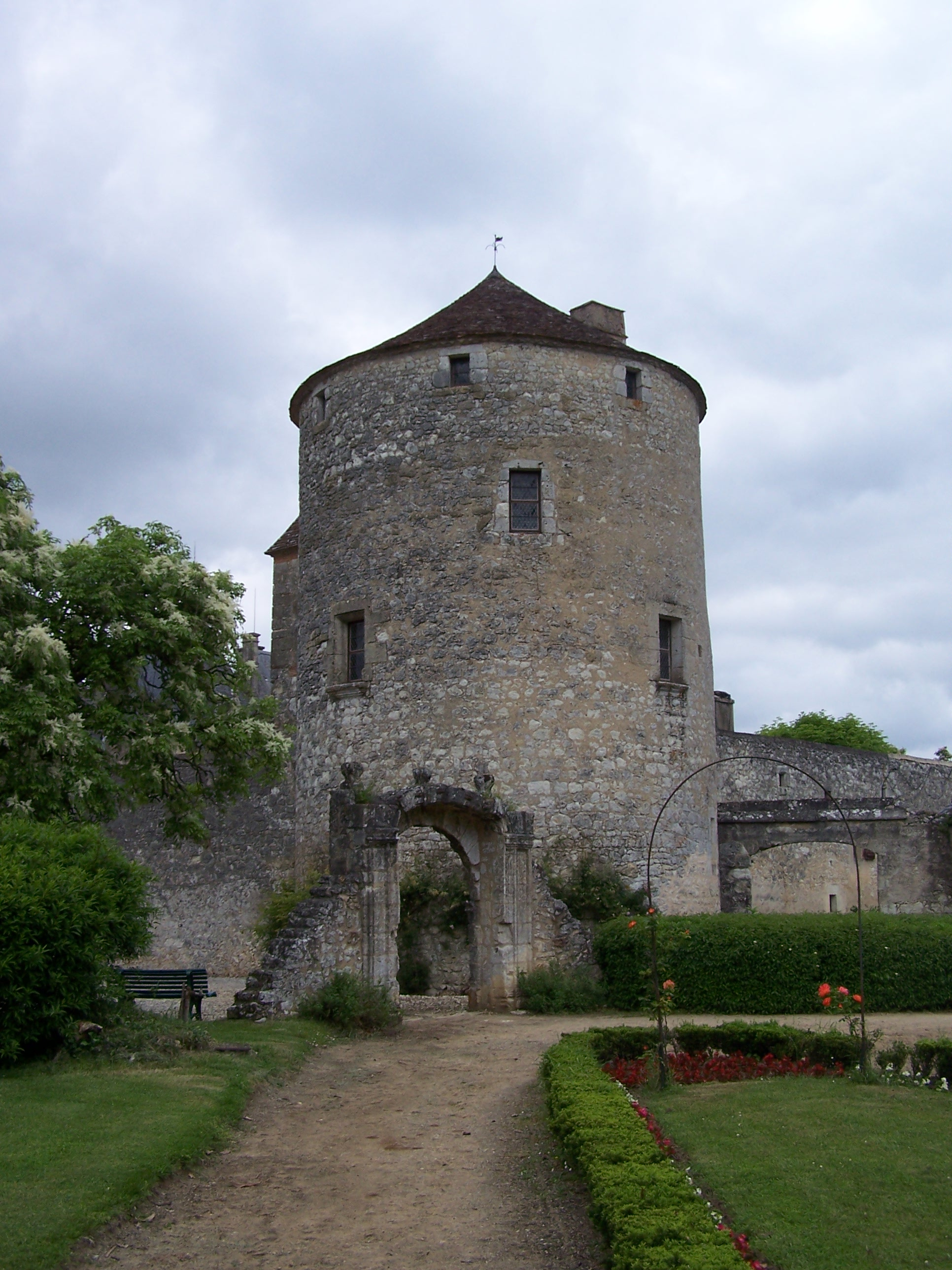
De toren waar Montaigne schreef, Saint-Michel-de-Montaigne in de Dordogne

Essais is een verzameling van 107 essays, door Michel de Montaigne geschreven en voor het eerst gepubliceerd in 1580. Deze publicatie markeerde meteen de geboorte van een nieuw literair genre, het essay, waarbij een korte subjectieve behandeling wordt gegeven van een onderwerp. Essai is Frans voor 'probeersel' of 'poging'.
Het was omstreeks 1572 dat Michel de Montaigne (1533-1592) begon aan het dicteren van zijn Essais, een werk dat hem tot aan zijn dood zou bezighouden. Twee jaar tevoren had hij zich als adviseur van het Parlement (gerechtshof) van Bordeaux teruggetrokken om zich in zijn kasteel, château du Périgord, aan studie en schrijven te kunnen wijden. Een groot deel van zijn leven op dat domein bracht hij door in zijn bibliotheek, boven in een toren die los stond van de rest van het kasteel.

## Achtergrond
Op 28 februari 1571, de dag van zijn verjaardag, liet Montaigne op de muur van zijn bibliotheek een inscriptie aanbrengen die zijn afscheid moest markeren uit het actieve zakenleven. Deze inscriptie is nu nog te bezichtigen. Daarin zegt hij dat hij zich op zijn 38 jaar, gezond en wel, zou wijden "... à sa liberté, à sa tranquilité, à ses loisirs!" (aan zijn vrijheid, zijn rust, zijn vrije tijd). Teruggetrokken in zijn toren, wilde hij de rest van zijn leven doorbrengen met lezen en het opschrijven van zijn gedachten en ervaringen. Hij hield zich grotendeels aan dat plan, maar vertrok wel op een reis naar Italië van 1580 tot 1581. Hij hield er een gedetailleerd reisdagboek bij, dat pas in 1774 zou worden gepubliceerd. In de periode 1581-1585 trad hij ook terug in dienst als burgemeester van Bordeaux.
Een groot deel van zijn 'loisirs' besteedde hij aan het lezen van onder meer de Romeinse dichter Plutarchus, de filosofen Aristoteles, Cicero en Seneca, de Oud-Griekse biograaf Diogenes Laërtius en de historici Herodotus, Tacitus en Thucydides. Vooral de vroegste essais van Montaigne staan dan ook bol met referenties aan en citaten van deze klassieke auteurs. Wat de essais echter, zelfs na meer dan 4 eeuwen, zo boeiend en leesbaar maken, zijn de vaak heel persoonlijke, intieme ervaringen en gedachten waarmee Montaigne de lessen van de Latijnse en Griekse auteurs verlucht.

## Groei van de essais
Doorheen de essais zijn verschillende fasen van elkaar te onderscheiden, waarin Montaigne stilaan groeit naar een meesterschap van het genre dat hij zelf heeft gecreëerd. In het begin verzamelde hij - in navolging van de mentaliteit van zijn tijd waarin men een sterke voorkeur had voor compilaties - vooral anekdotes en morele uitspraken, die hij tot een nieuw geheel bundelde. De oudste delen van de Essais zijn dan ook overwegend verzamelingen van merkwaardige feiten, soms vrijwel letterlijk gekopieerd van elders en door Montaigne voorzien van wat sporadisch commentaar en enkele woorden ter conclusie. Geleidelijk aan voegde Montaigne echter steeds meer dingen toe uit zijn persoonlijke ervaring. Ook ging hij steeds meer morele onderwerpen in algemene zin behandelen, in plaats van zich te beperken tot casuïstische probleemgevallen uit de militaire en diplomatieke wereld. Ook zijn voortschrijdende ziekte heeft vermoedelijk hieraan bijgedragen; Montaigne was hierdoor geneigd over te gaan tot zelfonderzoek en te filosoferen over zijn lichamelijke pijn.
Pierre Villey (1879-1933) schetst deze evolutie als volgt: In het begin volgt Montaigne zijn grote voorbeelden van klassieke schrijvers die hij bewondert. Deze essais zijn nog onpersoonlijk, en het onderwerp wordt vaak in verband gebracht met gebeurtenissen uit de geschiedenis, waar dan een korte morele reflectie aan verbonden wordt. Stilaan verrijkt Montaignes 'essai' zich, onder invloed van wat hij leest, maar waarschijnlijk ook door persoonlijk ingrijpende ervaringen zoals het verlies van zijn vriend La Boétie, en het ongeval met zijn paard. Het onderwerp van de essais wordt meer en meer Montaigne zelf, zijn gedachten en gevoelens. Van Plutarchus leert hij de mens te zien als een oneindig variërend wezen. Omstreeks 1579 beschouwt hij de essais niet langer als 'le contrôle des ses fantaisies' maar meer en meer 'comme la peinture de moi' (als een schildering van mezelf).
Ook op intellectueel vlak is er een evolutie merkbaar in de manier waarop Montaigne zijn stof behandelt. De geschriften uit de periode 1572-1574 zijn sterk gekleurd door Montaignes stoïcijnse levensopvatting. Het is een soort eclectisch stoïcisme waarbij hij zich inspireert op zijn grote voorbeeld Seneca. Hij lijkt zich te willen concentreren op het denkbeeld dat hij de dood steeds voor ogen dient te houden, maar onthoudt zich wel van al te opvallend vertoon van wilskracht. Stilaan zal hij de gestrengheid van het stoïcisme milderen door zijn invoelingsvermogen en vooral verlevendigen door zijn temperament. Omstreeks 1576 leidt deze sceptische crisis tot de formule van het Que sais-je? en Montaigne laat een medaille slaan met de afbeelding van een weegschaal waarvan de twee schalen in evenwicht zijn. De filosofie van waaruit hij bespiegelt is zachter geworden en hij laat zich nu meer leiden door een levenskunst die op plezier is gebaseerd.

## Montaignes gedachten in zijnEssais

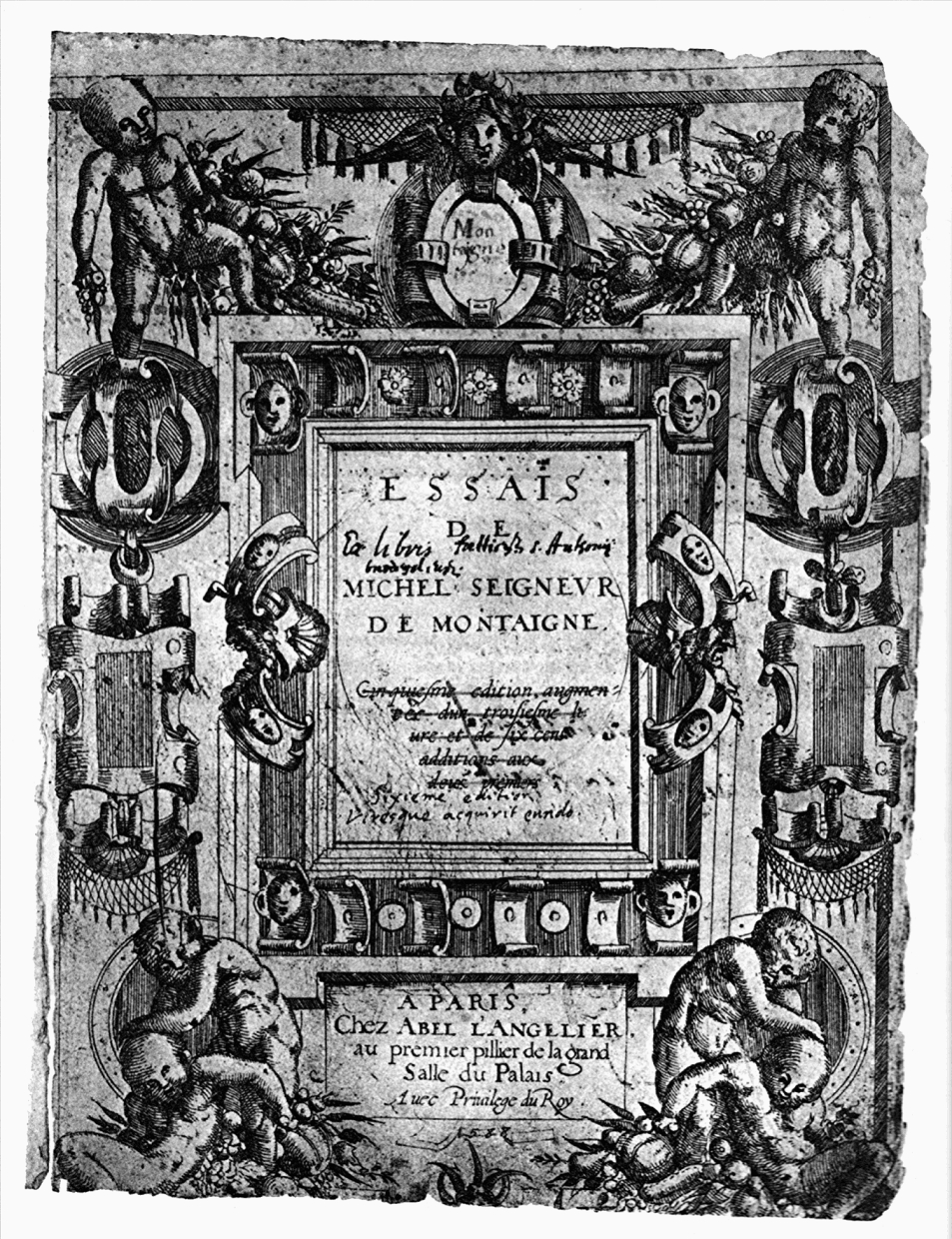
Titelblad van derde deel van Montaignes Essais.

### Onderwerpen
Montaigne behandelde in losse hoofdstukken van zijn driedelige Essais een veelheid van onderwerpen. Een greep: dronkenschap, kannibalen, onderwijs, geweten, lichaamsbeweging, eer als beloning, spijt, nut en eerlijkheid, ijdelheid, duimen, het nut van traditie, roem, ouderdom en paarden in de oorlog.

### Citaten enbon mots
Montaigne schreef onbekommerd en voor de vuist weg met een aaneenschakeling van gedachtesprongen. Vooral in zijn eerste essays doorspekte hij zijn gedachten met citaten van schrijvers uit de klassieke oudheid. De latere bewerkers van zijn essays hebben er de vindplaatsen bij moeten zoeken. Kennelijk was in die periode, die men later Renaissance is gaan noemen, onder ontwikkelde (Franssprekende) mensen de kennis van de oude Griekse en Romeinse schrijvers wijdverbreid. Van zijn eigen gevatte stellingen zijn er trouwens ook vele beroemd en tot 'bon mots' geworden. Montaigne mocht graag dubbelzinnig en ironisch zijn (Peter Burke).

### Beschrijving van de mens en zichzelf
Montaigne stelde dat het zijn doel was
“de mens te beschrijven, speciaal mijzelf (…) en dat men dan evenveel verschil zal vinden tussen ons en onszelf als tussen ons en de ander”.
De veranderlijkheid zag hij als een kenmerkende eigenschap van zichzelf. Hij was daarbij een van de eersten (sommigen menen zelfs de allereerste) die de resultaten van zijn zelfonderzoek door middel van introspectie aan het papier toevertrouwde en publiceerde.
“Want ook wat ik nu schrijf zijn míjn gevoelens en meningen. Ik breng ze naar voren als dat wat ík geloof, niet als wat men geloven moet. Het gaat er mij alleen om hier mijn eigen ik te ontdekken, dat er morgen misschien anders uitziet, als ik verander met het nieuwe dat ik leer.” (Essais Boek I, 26: 'De l'Institution des enfans'). 
Montaigne schreef over wat hij aan goede en slechte eigenschappen bij zichzelf waarnam. Bijvoorbeeld over zijn vaardigheid in het bemiddelen tussen mensen zonder daarbij zelf emotioneel betrokken te raken. Zoals hij trouwens alle gematigdheid in het leven beter vond dan volledige overgave, bijvoorbeeld aan het streven naar roem, naar rijkdom, naar lust en bevrediging. Anderzijds vond hij dat hij een slecht geheugen had en later dat hij te veel dacht aan zijn slechte gezondheid, aftakeling en de naderende dood. Peter Burke laat in zijn boekje over Montaigne zien dat hij een van de eerste moderne psychologen was, al bestond hun vak toen nog niet.

### Verdraagzaamheid
Montaigne betreurde hevig de broedertwisten tussen katholieken en protestanten, zó in strijd met de idealen van het humanisme. Volgens Stefan Zweig was dit de grote tragedie van zijn leven.
Zoals veel van zijn voorgangers (onder meer Desiderius Erasmus, Thomas More) geloofde Montaigne in een cultureel relativisme waarbij de wetten, zeden en godsdiensten van verschillende culturen, hoe onderscheiden ook, een verstandige en humane basis hebben.

### Opvoeding en huwelijk
In zijn essay over de opvoeding van kinderen (De L'Institution des enfans) toonde Montaigne zich een voorstander van een Spartaanse aanpak, waarbij iedere sterke affectieve binding vermeden moet worden. Geheel in strijd dus met hedendaagse opvattingen, maar wel overeenkomstig zijn eigen jeugd. In rationeel opzicht daarentegen stond hij dichter bij onze tijd:
“Dit (het eigen oordeel van het kind) te vormen is het enige doel van zijn opvoeding, zijn zwoegen en zijn studie.”
Over het huwelijk was hij tamelijk negatief:
“Een kooi. De vogels die er buiten zijn willen naar binnen, die erin zitten willen eruit.”
In zijn latere essays schreef hij troostend voor oudere mensen (lees: mannen) die aan het aftakelen waren. Zij konden zich herkennen in wat Montaigne meemaakte: de uitval van steeds meer functies en de pijnen van zijn nierstenen. Bij dit alles bezwoer hij zichzelf toch vooral met voldoening te blijven denken aan al wat het leven hem geschonken had.

## Variatie in thematiek
Het is het zeer waarschijnlijk dat Montaigne bij zijn eerste opzet de essais, volgens wat in de 16e eeuw gebruikelijk was, als een dagboek wilde beginnen. Het is bijvoorbeeld opvallend dat de vroegste essais heel wat korter zijn dan die uit het derde boek, die tot vier keer langer zijn. De eerste twee boeken verschenen in 1580, toen de auteur 47 oud jaar was en bevatten liefst 93 essais en daarenboven nog eens het bijzonder lange apologie voor Raimond Sebond In dit laatste zien sommigen de kern van Montaignes filosofie – ook al ging hij er zelf prat op geen filosoof te zijn.
Het boek begint met een korte toespraak tot de lezer met de beroemde openingsregel "C’est icy un livre de bon foy, lecteur" waarna hij zijn voornemen kenbaar maakt om zichzelf met een soort meditatief egocentrisme te zullen beschrijven. Zijn enige onderwerp, zo zegt de auteur, is zichzelf. Het is zijn bedoeling om voor zijn vrienden en familie een zo eerlijk mogelijk portret van zichzelf te schetsen, met al zijn tekortkomingen, dit zonder enige gedachte aan roem of reputatie. De essais beginnen dan, eigenlijk zonder vooropgezet plan of duidelijke structuur, en behandelen diverse onderwerpen op een (gewild) eclectische manier zonder moeite te doen ze op een bepaalde manier te classificeren. Kijkt men naar de titels, dan krijgt men al een goed idee van het brede scala aan onderwerpen dat Montaigne behandelt.
Soms vertrekt Montaigne van spreekwoorden of morele adagio's die hij vervolgens uitwerkt, zoals in:
- "Par divers moyens on arrive â pareille fin" (Met verschillende middelen bereikt men hetzelfde doel)
- "Qu’il ne faut juger de notre heur qu’après la mort" (Dat men ons na onze dood beoordele)
- "Le profit de l’on est le dommage de l’aultre" (ongeveer ons 'De ene zijn brood is de andere zijn dood').

Andere essais laat hij beginnen als een verhandeling over een ethisch onderwerp:
- "De la tristesse" (Over droefheid)
- "De l’oisiveté" (Over luiheid)
- "De La peur" (Over de angst)
- "De l’amitié" (Over de vriendschap)

Soms is een bepaalde gebeurtenis aanleiding om erover te beginnen associëren zoals
- "On Est Puny pour S'opiniastrer à une Place sans Raison" (Over het zich verzetten in oorlogstijd)
- "De la bataille de Dreux" (Over de slag bij Dreux)[6]

Af en toe zijn de titels opzettelijk provocerend of opvallend gekozen zoals
- "Des puces" (Over de vlooien)
- "L’usage de se vestir" (Over het gebruik kleren te dragen)

## Stijl en motivatie
Montaignes stijl is levendig en bevrijd: hij glijdt en springt van de ene gedachte naar de andere en associeert vrijuit. Zelf legt hij deze persoonlijke, levendige toon uit door het feit dat hij zijn gedachten luidop dicteerde. Als hij het heeft over zijn pogingen om zichzelf in al zijn variabiliteit en vluchtigheid te beschrijven, zegt hij "Je n'ai vu un plus grand monstre ou miracle que moi-même". (Nooit zag ik een groter monster of mirakel dan mezelf).
Montaigne bestrijkt een breed scala van topics die elk geïllustreerd worden met anekdotes, spreekwoorden, gezegden en citaten van de klassieke auteurs in zijn bibliotheek. Zijn essays verweven het filosofische met het persoonlijke, en op die manier probeert Montaigne als het ware vat te krijgen op zijn eigen, steeds veranderende zelf. Hij ziet zichzelf niet als een klassiek heroïsch personage, maar beschrijft - niet zonder ironie - een feilbaar persoon, een gewoon mens. Met zijn onderzoek tracht hij meer inzicht te krijgen in het fenomeen mens. Hij is met andere woorden een beetje zijn eigen psycholoog.
In de zoektocht naar antwoorden op zijn centrale vraag, Que Sçay-je? ontdekt de sceptische Montaigne dat de rede alleen hem niet tot waarheid kan brengen. Ondanks die beperkingen van de menselijke rede blijft hij optimistisch betreffende de menselijke conditie. De mens zal wel, net als hij, steeds moeten blijven streven naar zelfkennis, want geluk, volgens Montaigne, is alleen te bereiken door een juist evenwicht te zoeken tussen kennis en levenskunst. Zijn stijl weerspiegelt deze levenshouding en heeft dan ook niet veel gemeen met een strak opgebouwd betoog zoals de klassieke retorici dat deden, maar is eerder informeel, zoekend, associërend. Zo blijft hij tot zijn laatste dagen aan zijn teksten werken en in de marges aantekeningen maken. De taak die hij zich gesteld was nooit af.
Het doel dat Montaigne zich stelde met het publiceren van de Essais was precies om ze te laten dienen als een soort spiegel van de menselijke conditie. Zoals hij zelf schreef in zijn voorwoord "Au lecteur":
"Ie veux qu’on m’y voye en ma façon simple, naturelle & ordinaire, sans estude & artifice: car c’est moy que ie peins."
"Ik wens dat men me ziet zoals ik ben in al mijn eenvoud, zonder geleerdheid en opmaak: want ik ben het zelf die ik hier schilder."

## 16e-eeuws Frans
Voor de moderne Fransprekende levert 16e-eeuws Frans enkele problemen op. Zo is de spelling en daardoor het woordbeeld verschillend, wat uitspraak en begrijpen enigszins bemoeilijkt. Een paar hints kunnen daarbij helpen:
- de "s" is soms een lange s, die op een "f" lijkt: bijvoorbeeld "le deſſin" (de tekening)
- de "y" vervangt vaak een "i", zoals in "soy mesmes". (zichzelf)
- de "s" komt vaak op een plaats waar tegenwoordig een circonflexe "^" of een aiguë "´" zou geschreven worden. Bijvoorbeeld "mesmes" in plaats van"mêmes" (zelfde), "escrire" in plaats van "écrire" (schrijven)
- de "j" wordt soms vervangen door een "i" zoals in "suiet" in plaats van "sujet" (onderwerp)
- de "u"'s en de "v"'s worden door elkaar gebruikt, zoals "aduoue" in plaats van "advoue"; "vn" voor "un".* "s" "z" en "x" zijn ook verwarrend voor moderne lezers: "fameus" voor "fameux"; "baze" voor "base"; "aus" voor "aux"
- het voorzetsel "à" onderscheidt zich niet altijd duidelijk van de vervoeging van het werkwoord avoir, "a"

## Publicatie en receptie
Zijn Essais kenden een haast onmiddellijk succes in Frankrijk na de publicatie van de eerste editie in 2 delen in 1580. Montaigne overleefde de voleindiging van zijn boek echter niet lang. Op weg naar Parijs voor een nieuwe druk, verbleef hij een tijdje in Blois, waar hij kennismaakte met Jacques-Auguste de Thou. In Parijs werd hij korte tijd opgesloten in de Bastille als een soort gegijzelde van de Liga. Hiermee wilden zij iemand van hun partij die in Rouen was gearresteerd in opdracht van Hendrik van Navarra vrij krijgen. Montaigne was echter nooit in echt gevaar, gezien zijn bekendheid bij zowel Catharina de' Medici als bij de Guises. Spoedig werd hij vrijgelaten. Eveneens in Parijs knoopte hij een plezierige vriendschap aan met Marie de Jars de Gournay, een van de meest ontwikkelde vrouwen van de 16e en 17e eeuw. Zij had zulke bewondering voor Montaigne dat zij als jong meisje naar Parijs was gereisd om met hem kennis te maken. Hij noemde haar 'mijn geadopteerde dochter' (file d’alliance), een titel die zij fier zou dragen voor de rest van haar leven. Marie de Jars de Gournay speelde later, na de dood van Montaigne, een grote rol in het redigeren en laten drukken van zijn Essais. Montaigne was al lange tijd ziek en leed aan allerlei kwalen zoals nierstenen. Het was echter een keelontsteking die hem fataal werd. Hij stierf op de 3e september 1592 en werd pas enkele maanden later begraven in een kerk in Bordeaux.
Vóór de Essais was Montaigne, behalve als vertaler en uitgever, nog niet erg bekend in de literaire wereld. In 1569 had hij, om zijn vader plezier te doen, een vertaling van de 'Natuurlijke theologie' van Raimond Sebond gemaakt. In 1571 had hij ervoor gezorgd dat een verzamelband met enkele werkjes van zijn overleden vriend Étienne de La Boétie werd gepubliceerd. Pas na zijn gekozen 'opruststelling' begon hij aan zijn Essais waarvan Deel I en Deel II in 1580 verschenen.
Uitgaven

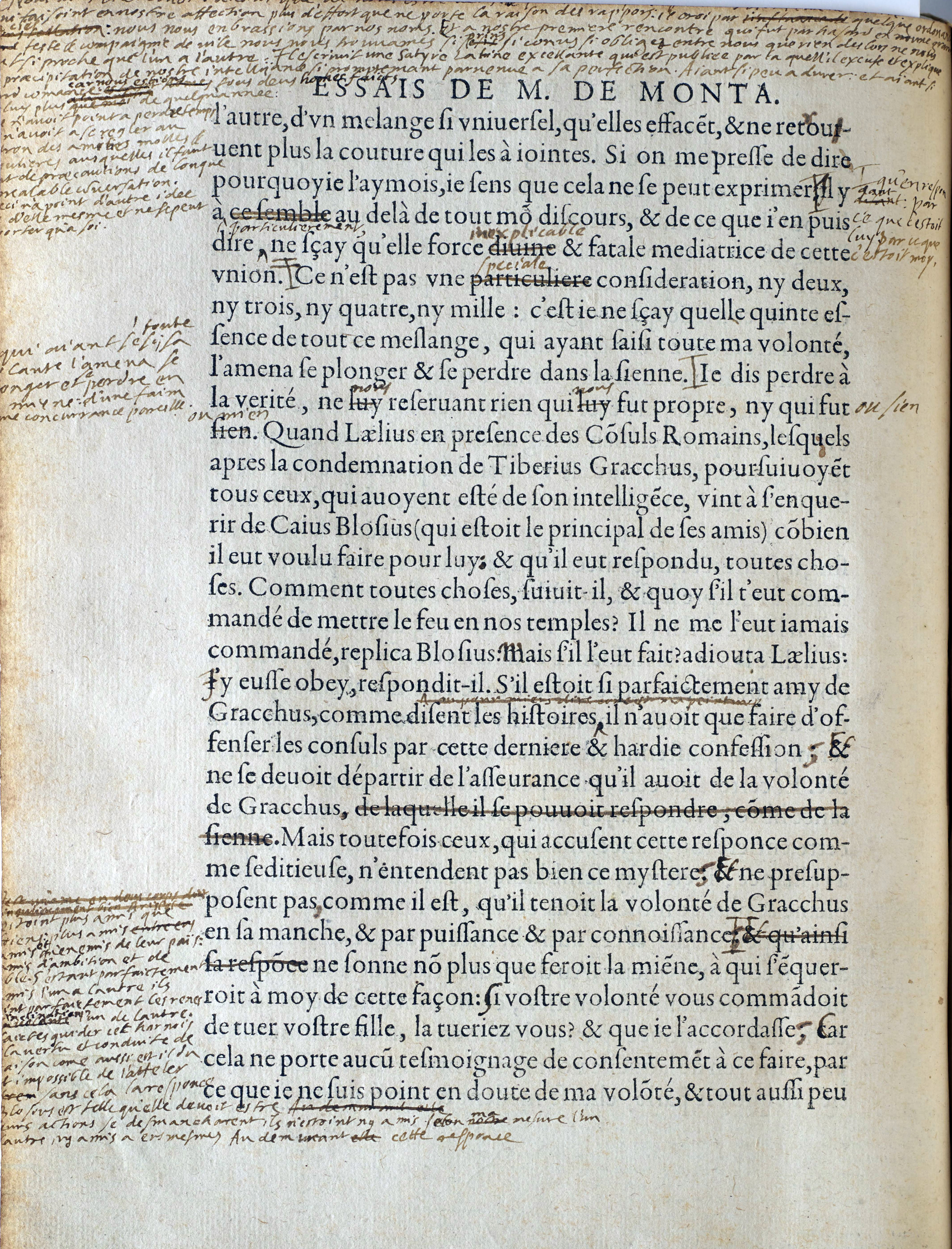
Het "Exemplaire de Bordeaux", een druk uit 1588 die Montaigne aanvulde met handgeschreven notities

- 1580: Publicatie van de 2 eerste delen van de Essais bij Simon Millanges, Parijs.
- 1582: Tweede druk van de 2 eerste delen van de Essais, met een klein aantal toevoegingen
- 1588: In juni verschijnt bij Langelier te Parijs een nieuwe editie van de Essais in drie delen, met talrijke toevoegingen aan de twee eerste.
- 1588-1592: Gedurende zijn laatste 4 levensjaren verrijkt Montaigne zijn persoonlijk exemplaar (het zogenaamde 'Bordeaux-exemplaar') met ca. 1000 annotaties in de marges
- 1595: Postuum verschijnt er in Parijs, dankzij het werk van Marie Le Jars de Gournay (die ook het voorwoord schrijft) en Pierre de Brach, een editie van Langelier, die gebaseerd is op Montaignes eigen 'Bordeaux-exemplaar".
- 1616: Engelse vertaling van de Essais door John Florio
- 1633: Italiaanse vertaling door Marco Ginammi
- 1635: Nieuwe uitgave door Marie Le Jar de Gournay. Deze uitgave zal in de 16e en 17e eeuw opnieuw herdrukt worden. Tussen 1669 en 1724 verschijnt er geen enkele nieuwe uitgave.
- 1647: Nederlandse gedeeltelijke vertaling door Maria Heyns.
- 1674 De Essais worden op de Index geplaatst
- 1906-1930: Publicatie van "l'Edition municipale" door Strowski, Gebelin en Villey die het Bordeaux-exemplaar reproduceren. Deze uitgave zal de basis worden van alle volgende.

## Nederlandse vertalingen
- Essays (vert. Frank de Graaff). Boom, Amsterdam, 1993. Derde druk, 2001. ISBN 9053527249
- De essays (vert. Hans van Pinxteren). Athenaeum - Polak & Van Gennep, Amsterdam, 2004. ISBN 9025334164
- Een complex en veranderlijk wezen, essays over het toeval (vert. Hans van Pinxteren), 2002. ISBN 9025334008: thematische bundeling van een aantal middelgrote en kleinere essais
- Montaigne: een kennismaking (vert. André Abeling). Negen essays uitgekozen door Jos Thielens met een voorwoord van Bas Heijne. Het Spectrum, Utrecht, 1992 (Aula-pocketreeks). Tweede druk, Het Spectrum, Houten, 2004. ISBN 9027493847